# Палки (Лодзинське воєводство)
Па́лки (пол. Pałki) — село в Польщі, у гміні Задзім Поддембицького повіту Лодзинського воєводства.
Населення — 119 осіб (2011).
У 1975—1998 роках село належало до Серадзького воєводства.

## Демографія
Демографічна структура станом на 31 березня 2011 року:
|          | Загалом | Допрацездатний вік | Працездатний вік | Постпрацездатний вік |
| -------- | ------- | ------------------ | ---------------- | -------------------- |
| Чоловіки | 59      | 10                 | 38               | 11                   |
| Жінки    | 60      | 8                  | 32               | 20                   |
| Разом    | 119     | 18                 | 70               | 31                   |